# Machiloides petauristes
Machiloides petauristes är en insektsart som beskrevs av Peter Wolfgang Wygodzinsky och Schmidt 1980. Machiloides petauristes ingår i släktet Machiloides och familjen Meinertellidae. Inga underarter finns listade i Catalogue of Life.